# アレックス・コグリン
アレックス・コグリン（英語: Alex Coughlin、1993年12月3日 - ）は、アメリカ合衆国の男性プロレスラー。ニューヨーク州ロングアイランド出身。

## 来歴
ニューヨーク州ディアーパークを拠点とするインディー団体、ニューヨーク・レスリング・コネクション（英語: New York Wrestling Connection、略称 : NYWC）が運営するNYWCトレーニングアカデミーにてトレーニングを積む。2015年にレオ・ブラックストーンのリングネームでプロレスデビューし、NYWCを中心にアメリカのインディー団体を転戦する。
2018年、新日本プロレスが新たに創設したロサンゼルス道場に入門、9月30日にアレックス・コグリンの名義で新日本デビュー戦を行い、LA道場のチームメイト、クラーク・コナーズと対戦したが試合は急角度の逆エビ固めに敗れた。2019年9月にヤングライオン杯争奪リーグ戦に出場し、4勝3敗の戦績を残す。
2020年8月に首を負傷して長期欠場に入る。2021年3月6日に配信されたNJPW STRONGエピソード30にて復帰した。その後、STRONG内にて『アレックス・コグリン チャレンジマッチシリーズ』と銘打たれた試合が組まれるようになり、ジョシュ・アレキサンダー、PJブラック、カール・フレドリックス、マット・モリス、石井智宏、クリス・ディッキンソン、ジョナサン・グレシャム、ジョシュ・バーネット、JR・クレイトスらとシングルマッチで戦った。チャレンジマッチシリーズ最終戦のクレイトス戦後、ヤングライオン卒業に伴いコスチュームを一新。2022年6月19日配信のSTRONGエピソード95より、メタリック調のコスチュームを身に纏って入場し、エントランスVTR中に流れた『ジ・アンドロイド（英語: The Android）』というニックネームを新たに名乗るようになる。11月よりWORLD TAG LEAGUEにゲイブリエル・キッドと共に出場、結果は1勝8敗で予選落ちに終わった。
2024年3月23日付けで、自身のSNSに「I’m retired」と引退したことをほのめかす投稿がされる。以降、SNSアカウントは削除される。

## 得意技
ジャックハマー
ネットフリックス・ホールド
現在のフィニッシャー。コグリンが使用するブロックバスターホールドの名称。
ジャーマン・スープレックス
チャレンジマッチシリーズにおけるJR・クレイトス戦では決まり手ともなった技。
デッドリフト・ガットレンチ
いわゆるサイド・スープレックス。叩きつけ後に立ち上がり再び繰り出していくロコモーション式も得意とする。

## タイトル歴
新日本プロレス
- STRONG無差別級タッグ王座（第5代）（パートナーはゲイブ・キッド）

## 入場テーマ曲
- Stand and Fight[3]